# Notre-Dame-de-Riez
Notre-Dame-de-Riez is een gemeente in het Franse departement Vendée (regio Pays de la Loire) en telt 1675 inwoners (2004). De plaats maakt deel uit van het arrondissement Les Sables-d'Olonne.

## Geografie
De oppervlakte van Notre-Dame-de-Riez bedraagt 14,7 km², de bevolkingsdichtheid is 113,9 inwoners per km².
De onderstaande kaart toont de ligging van Notre-Dame-de-Riez met de belangrijkste infrastructuur en aangrenzende gemeenten.

## Demografie
Onderstaande figuur toont het verloop van het inwonertal (bron: INSEE-tellingen).

1. ↑  Populations de référence 2022.